# ولاية بن عروس
ولاية بن عروس هي إحدى ولايات الجمهورية التونسية الـ24. تقع الولاية في شمال البلاد وتكون مع ولايات تونس، أريانة ومنوبة إقليم تونس الكبرى. تم إحداثها في الثالث من ديسمبر سنة 1983. تبلغ مساحتها 790 كم² ويقطنها حوالي 631.842 نسمة (تعداد 2014) ومركزها مدينة بن عروس.

## التاريخ
تأسست ولاية بن عروس حول مدينة بن عروس في 3 ديسمبر 1983، وتتكون من 12 معتمدية، 11 بلدية و 75 عمادة.

## الجغرافيا
تقع ولاية بن عروس جنوب العاصمة تونس تحدها شمالا ولاية تونس وشرقا البحر الأبيض المتوسط وبحيرة تونس وغربا بحيرة السيجومي وجنوبا ولايات منوبة وزغوان ونابل وتحوي سلسلة جبال بوقرنين حيث تقع محمية 7 نوفمبر وسهول كبرى وخصبة في مرناق والخليدية وعلى ضفاف نهر مليان .
يقع مقر الولاية في مدينة بن عروس ومن مدنها الأخرى: مقرين، رادس، الزهراء، حمام الأنف، حمام الشط، مرناق المروج، برج سدرية نعسان، فوشانة، المحمدية .
| المعتمدية                      | عدد السكان (2004) |
| ------------------------------ | ----------------- |
| بن عروس                        | 32٬329            |
| بومهل                          | 27٬977            |
| المروج                         | 81٬986            |
| الزهراء                        | 31٬792            |
| فوشانة                         | 56٬628            |
| حمام الشط                      | 24٬847            |
| حمام الأنف                     | 38٬401            |
| المحمدية                       | 46٬613            |
| المدينة الجديدة                | 42٬603            |
| مقرين                          | 24٬031            |
| مرناق                          | 53٬709            |
| رادس                           | 44٬857            |
| المصدر : المعهد الوطني للإحصاء |                   |

## الصناعة
تتمركز بهذه الولاية أكبر نسبة من الصناعات المعملية المتواجدة في إقليم تونس الكبرى بتمركز عدة مناطق صناعية في كامل أرجاء الولاية وهي على التوالي منطقة صناعية ببرج سدرية منطقة صناعية ببئر القصعة والمنطقة الصناعية بالمغيرة وتحتوي على عدد كبير من المصانع والمعامل التحولية وتستقطب عدد كبيرا من العمال أهالي الولاية. وتمتلك الولاية إضافة لذلك ميناء لتصدير الصناعات وهي ميناء رادس ويعتبر هذا الأخير رائدا على المستوى الوطني.

## المواقع الأثرية

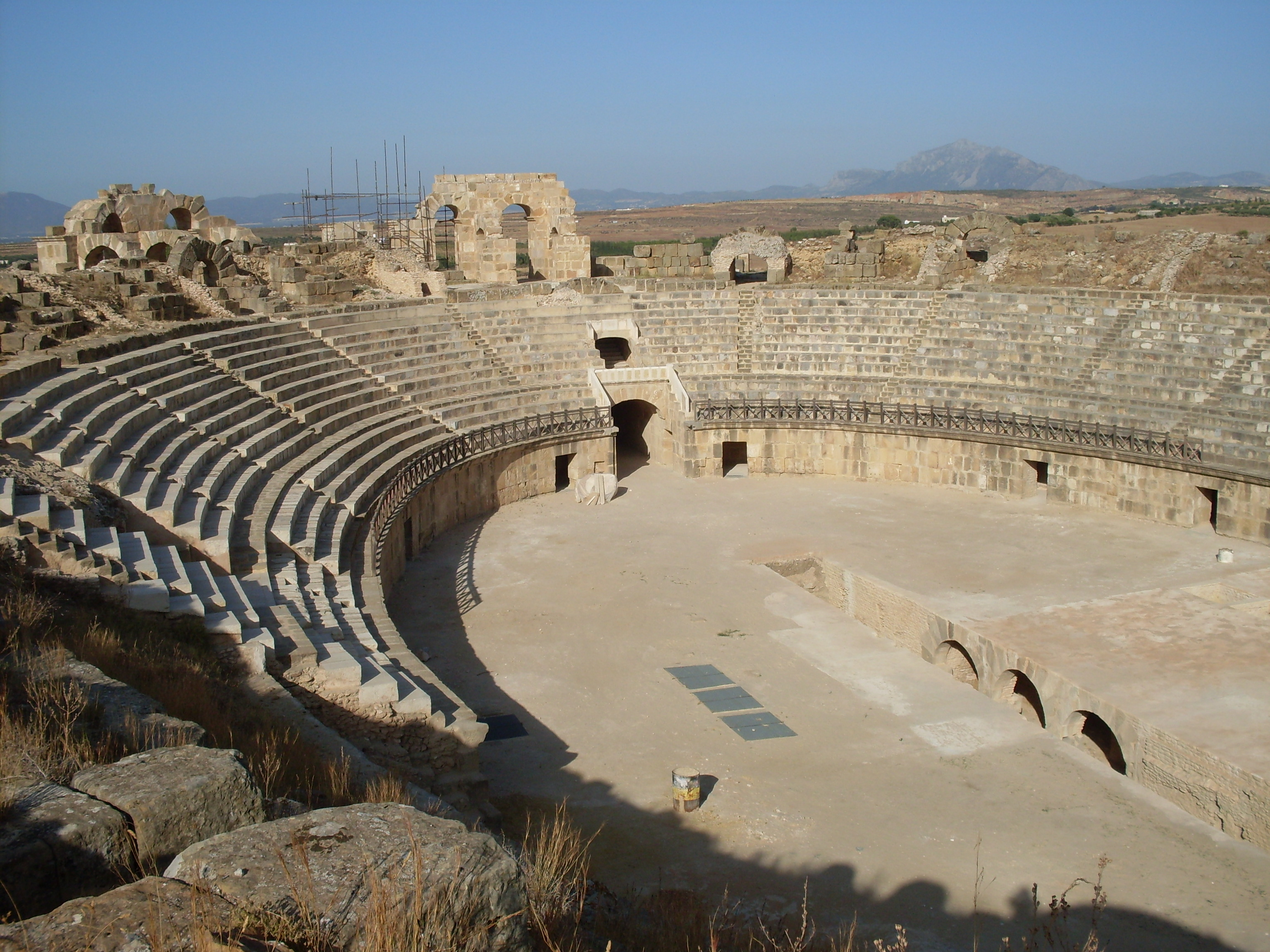
للمدينة الأثرية أوذنة.

تضم ولاية بن عروس المدينة الأثرية أوذنة التي تقع على بعد 30 كيلومتر عن العاصمة تونس.

## الرياضة
ينشط في ولاية بن عروس العديد من الأندية أبرزها النادي الرياضي لحمام الأنف الذي ينتمي في الموسم 2013-2014 إلى الرابطة التونسية المحترفة الأولى لكرة القدم ويتمرن في الملعب البلدي بحمام الأنف إضافة لسبورتينغ بن عروس وهو نادي كرة قدم يزاول نشاطه داخل بطولة الرابطة المحترفة الثانية التونسية لكرة القدم لحدود موسم 2016/2017 ويمارس مرانه على أرضية الملعب البلدي ببن عروس، و النجم الرادسي بفروعه المتعددة (كرة قدم، كرة سلة...) وعدد آخر من الأندية. تنشط الرياضة في ولاية بن عروس نتيجة وجود قطب رياضي ومدينة رياضية في رادس الذي يتضمن الملعب الأولمبي برادس و الصالة المغطات.

## توأمة
- سانت إتيان (فرنسا)، منذ 26 جانفي 1994.[11]
- أبريليا (إيطاليا)، منذ 29 أكتوبر 2003.[11]